# Beas

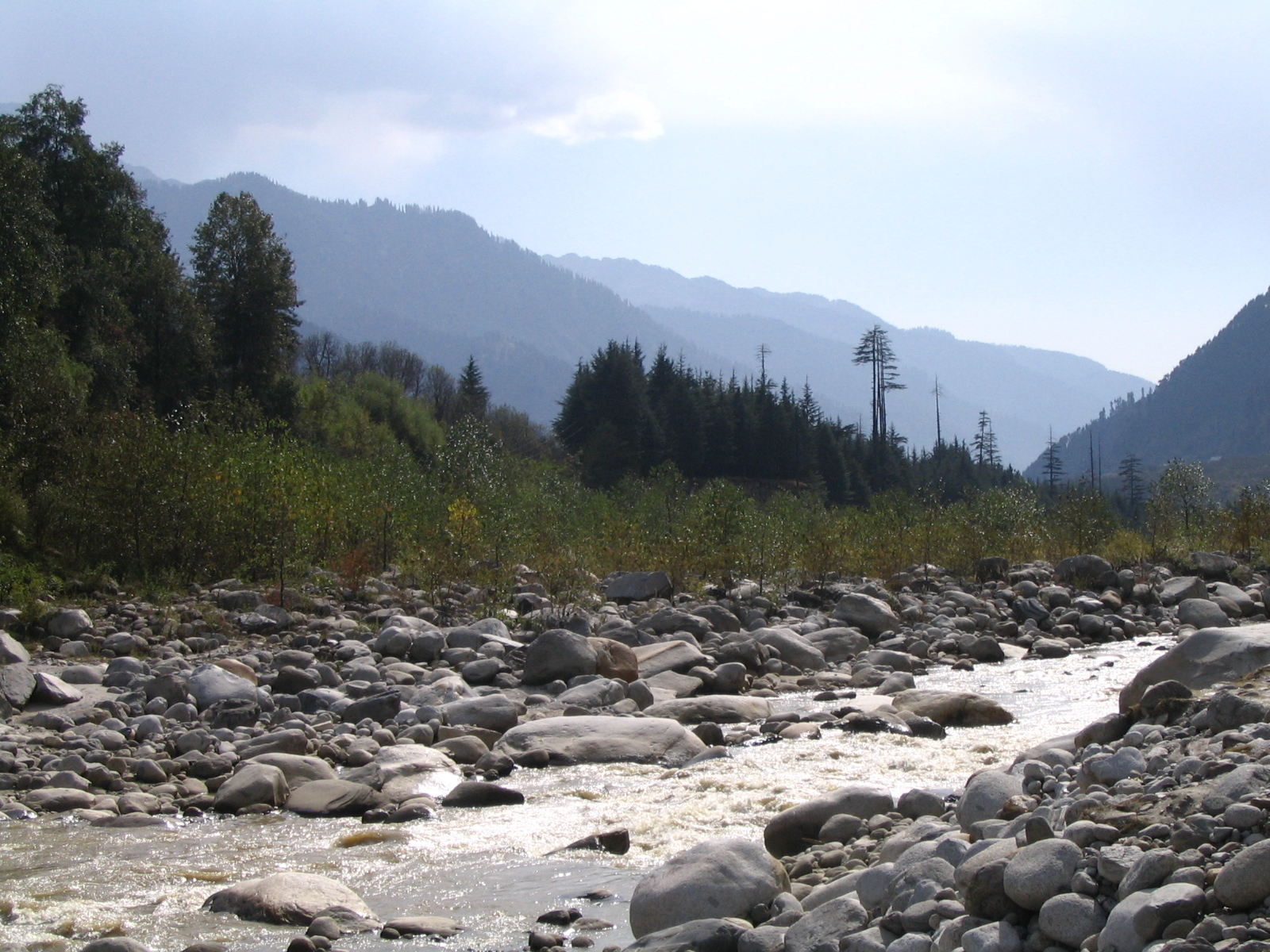
Il fiume Beas e le montagne viste da Van Vihar, Manali

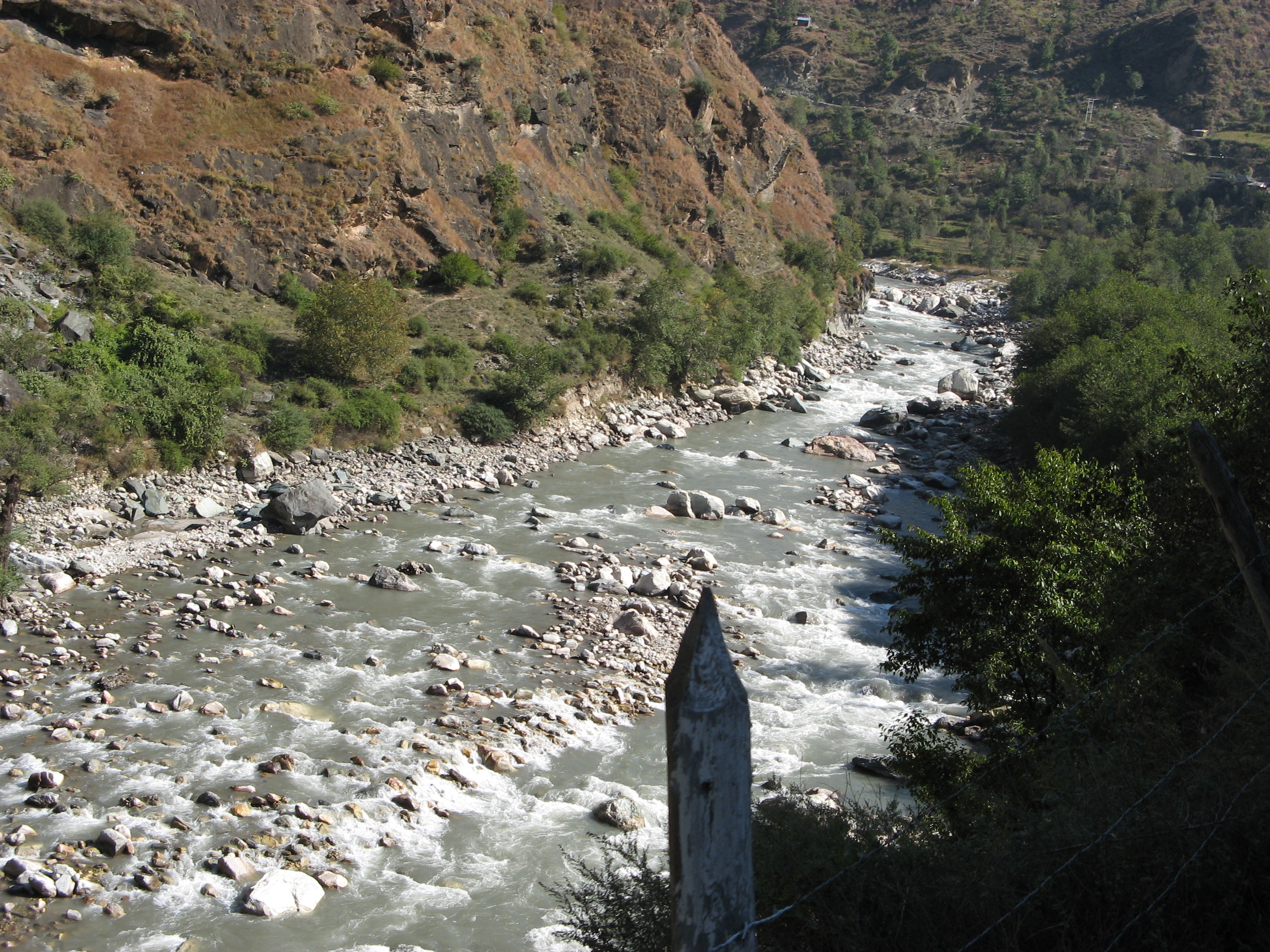
Il fiume Beas nell'Himachal Pradesh

Il fiume Beas (hindi: बियास, Biyās, Biyas o anche Bias) è il secondo più orientale tra i "cinque fiumi" che danno il nome alla regione del Punjab. Il Beas nasce nella catena dell'Himalaya, al centro dello Stato dell'Himachal Pradesh, in India, e scorre per circa 470 km fino al fiume Sutlej nello Stato occidentale del Punjab. Il fiume era noto anche come Arjiki o Vipas per gli antichi Indiani e come Hyphasis per gli antichi Greci.
Si pensa che l'attuale nome Beas sia una corruzione della parola Vyas, il nome di Veda Vyasa, l'autore del grande poema epico indù, il Mahābhārata. Il fiume nell'Himachal è a volte citato anche come Vipasha, specialmente dagli studiosi. Il Beas segna il confine più orientale delle conquiste di Alessandro Magno nel 326 a.C.
Il fiume inizia presso il Passo Rohtang (32°21′54.6″N 77°14′30.9″E) nello Stato dell'Himachal Pradesh, e si fonde con il Sutlej ad Harike Pattan, a sud di Amritsar nel Punjab, in India. Il Sutlej continua nel Punjab pachistano e si unisce al fiume Chenab per formare il fiume Panjnad; quest'ultimo si unisce poi all'Indo a Mithankot. Le acque del Beas e del Sutlej sono assegnate all'India in base al Trattato delle acque dell'Indo tra India e Pakistan.